# Svitávka
Svitávka är en köping i Tjeckien.   Den ligger i regionen Södra Mähren, i den östra delen av landet, 170 km öster om huvudstaden Prag. Svitávka ligger 315 meter över havet och antalet invånare är 1 700.
Terrängen runt Svitávka är kuperad västerut, men österut är den platt. Svitávka ligger nere i en dal.Runt Svitávka är det ganska tätbefolkat, med 144 invånare per kvadratkilometer. Närmaste större samhälle är Boskovice, 4,7 km öster om Svitávka. Omgivningarna runt Svitávka är en mosaik av jordbruksmark och naturlig växtlighet.